# دانشگاه هارتفورد
دانشگاه هارتفورد (به انگلیسی: University of Hartford) تأسیس ۱۸۷۷، یکی از دانشگاه‌های ایالات متحده آمریکا بوده و در ایالت کنتیکت در شهر هارتفورد واقع است.
دانشگاهی خصوصی و مستقل و غیرمذهبی است که در هارتفورد غربی در کنتیکت قرار دارد در سال ۱۸۷۷ تأسیس گردید. بعدها در سال ۱۹۵۷ مدرسه هنری هارتفورد، کالج هیلاری و مدرسه هارت به آن ملحق گردید.
دانشجویان دانشگاه از اکثر ایالات آمریکا و کشورهای مختلف دیگر می‌باشند. وسعت دانشگاه حدود ۳۵ هکتار است که در محدوده شهرهای هارتفورد، هارتفورد غربی و بلوم‌فیلد قرار دارد.
دانشگاه همچنین دارای ایستگاه رادیویی ویژه‌ای برای خود می‌باشد.

## کرسی امام علی
این کرسی با همکاری متفکرین و صاحب‌نظران علوم دینی و با کمک و حمایت‌های مردمی با پشتوانه مالی 1.5 میلیون دلار تشکیل شده‌است. کرسی امام علی قرار است ضمن معرفی هر چه بیشتر شخصیت علی بن ابیطالب به جامعه علمی آمریکا و جهان، برای مطالعه اسلام شیعی و ترویج گفتگو میان مذاهب اسلامی فعالیت داشته باشد.
سید عمار نخجوانی، استاد دانشگاه علوم دینی هارتفورد، به عنوان رئیس هیئت مرکزی این کرسی انتخاب شده‌است.

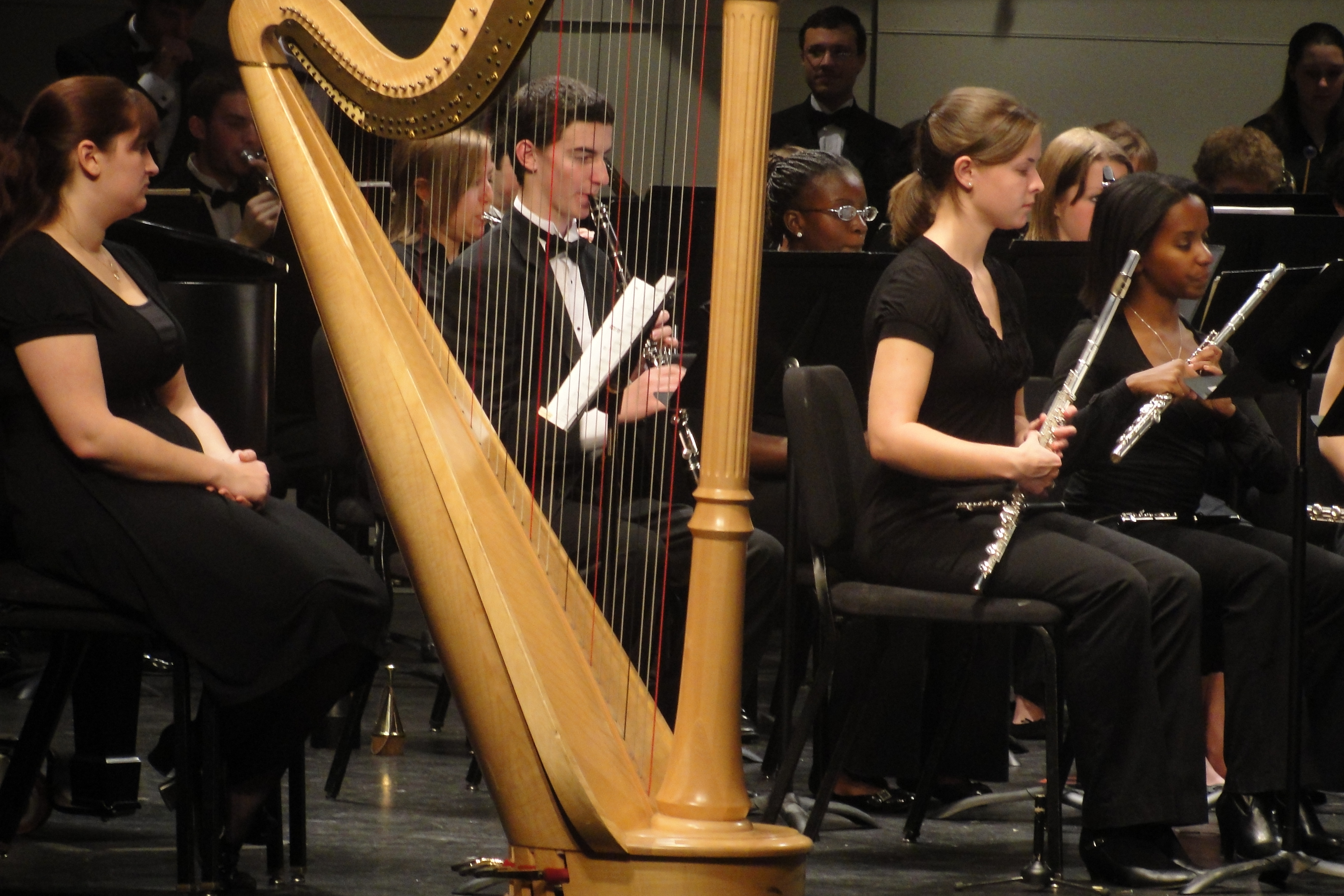
تمرین ارکستر دانشجویی این دانشگاه